# Frances Dafoe
Pour les articles homonymes, voir Dafoe.
 (septembre 2016).
Si vous disposez d'ouvrages ou d'articles de référence ou si vous connaissez des sites web de qualité traitant du thème abordé ici, merci de compléter l'article en donnant les références utiles à sa vérifiabilité et en les liant à la section « Notes et références ».
Frances Dafoe (née le 17 janvier 1929 à Toronto (Ontario) et morte le 23 septembre 2016, est une patineuse artistique canadienne.

## Biographie

### Carrière sportive
Frances Dafoe patine en couple avec Norris Bowden, avec qui elle est multiple championne canadienne en couple.
Ensemble, ils gagnent également une médaille d'argent aux Jeux olympiques de 1956 et sont champions du monde en 1954 et 1955. Ils sont les premiers patineurs en couple canadiens à gagner le titre de champion du monde de patinage artistique.
Frances et Norris sont sept fois champion canadien de danse sur glace, valse et Tenstep.

### Reconversion
Après les championnats du monde de 1956, ils se retirent de la compétition. Frances devient juge de niveau international et travaille également comme styliste.
Elle est nommée membre de l'ordre du Canada en 1991. De plus, elle est admise au Temple de la renommée de Patinage Canada avec Norris Bowden en 1993.

## Palmarès
Avec son partenaire Norris Bowden
| Compétitions en couple          | 1950 | 1951 | 1952 | 1953 | 1954 | 1955 | 1956 |  |  |  |  |  |  |  |
| Jeux olympiques d'hiver         |      |      | 5e   |      |      |      | 2e   |  |  |  |  |  |  |  |
| Championnats du monde           |      |      | 4e   | 2e   | 1re  | 1re  | 2e   |  |  |  |  |  |  |  |
| Championnats d’Amérique du Nord |      | 4e   |      | 1re  |      | 1re  |      |  |  |  |  |  |  |  |
| Championnats du Canada          |      | 2e   | 1re  | 1re  | 1re  | 1re  | F    |  |  |  |  |  |  |  |
|                                 |      |      |      |      |      |      |      |  |  |  |  |  |  |  |
| Compétition en danse sur glace  | 1950 | 1951 | 1952 | 1953 | 1954 | 1955 | 1956 |  |  |  |  |  |  |  |
| Championnats d'Amérique du Nord |      | 4e   |      | 5e   |      |      |      |  |  |  |  |  |  |  |
| Championnats du Canada          | 3e   | 3e   | 1re  |      |      |      |      |  |  |  |  |  |  |  |
| Légende : F = Forfait           |      |      |      |      |      |      |      |  |  |  |  |  |  |  |